# Tutnês
Tutnês ou Double Dutch (Holandês duplicado)  é um jogo linguístico usado principalmente para o inglês, embora as regras possam ser facilmente modificadas para serem aplicadas em praticamente qualquer idioma. O Tutnâs é geralmente é usado por crianças, que o usam para conversar em privacidade em relação aos adultos, algo como a língua do P em português; é também usada por membros de grupos minoritários historicamente marginalizados pelo mesmo motivo quando na presença de figuras de autoridade como policiais ("pupolulisus" ou "pizolizice"), ou simplesmente para diversão e humor.

## Regras da língua
As vogais são pronunciadas normalmente, mas cada consoante é substituída por uma sílaba da tabela a seguir:
| Letra | Sílabas possíveis | Letra | Sílabas possíveis | Letra | Sílabas possíveis |
| ----- | ----------------- | ----- | ----------------- | ----- | ----------------- |
| B     | Bub               | K     | Kuck              | S     | Sus               |
| C     | Cash, coch        | L     | Lul               | T     | Tut               |
| D     | Dud               | M     | Mum               | V     | Vuv               |
| F     | Fuf, Fud          | N     | Nun               | W     | Wack, Wash        |
| G     | Gug               | P     | Pub, pup          | X     | Ex, xux           |
| H     | Hash, hutch       | Q     | Quack, queue      | Y     | Yub, yuck         |
| J     | Jay, jug          | R     | Rug, rur          | Z     | Zub, zug          |

As letras duplas em uma palavra, em vez de serem repetidas, são precedidas da sílaba  squa  para indicar duplicação. Para as vogais duplicadas, o prefixo torna-se squat em vez disso - assim,  OO  seria falado como  squat-oh . (Roselli, Greig - King Tut Language - http://www.stonesoferasmus.com/2009/09/king-tut-language.html - website=www.stoneofmerasmus.com)
Exemplo de palavra: "Árvore" torna-se "Tutrugsquatee".
Exemplo de frases: "Eu fiz uma caminhada para o parque ontem" torna-se " I tutsquatohkuck a wackalulkuck tuto tuthashe pubarugkuck yubesustuterugdudayub".".
Enquanto os espaços entre as palavras são sempre ignorados, pelo menos um "dialeto" requer que a primeira sílaba do nome de qualquer marca de pontuação seja falada, portanto, um ponto final (período) é "Per", um ponto de interrogação é 'Que' ('Kway' ou 'Kay', varia), e uma vírgula é 'Com'.

## História
Este jogo parece ter sido inventado e usado por escravos negros do sul dos Estados Unidos, para ensinar a ortografia e ocultar o que eles diziamm, num momento em que a alfabetização entre escravos era proibida.
Maya Angelou menciona que aprender Tutnês como criança no primeiro volume de sua autobiografia,  Eu sei por que o pássaro enjaulado canta . Ela e sua amiga Louise "passaram horas tediosas ensinando-nos a língua Tutnesa. Você (yack oh você) sabe (kack nug oh wug) o que (wack hash a tut). Como todos os outros filhos falavam Pig Latin, éramos superiores porque Tut era difícil de falar e ainda mais difícil de entender.
Existe uma versão usada em algumas partes dos EUA chamada Yuckish ou Yukkish, que usa mais ou menos as mesmas construções.

## Amostra de texto
Aylullul hushyumumaynun bubeeenungugsush ayrure bubohrurnun fufruree aynundud ekeeyuaylul eenun dudeegugnuneetutyuk aynundud rureegughushtutsush. Tuthusheyuk ayrure enundudohwowedud woweetuthush rureaysushohnun aynundud cucohnunsushcuceeenuncuce aynundud sushhushohyululdud aycuctut tutohwowayrurdudsush ohnune aynunohtuthusherur eenun ay sushpupeerureetut ohfuf bubrurohtuthusherurhushohohdud.
Transliteração
All human beings are born free and equal in dignity and rights. They are endowed with reason and conscience and should act towards one another in a spirit of brotherhood.
(Article 1 of the Universal Declaration of Human Rights)
Português
Todos os seres humanos nascem livres e iguais em dignidade e direitos. Eles são dotados de razão e consciência e devem agir uns com os outros em um espírito de fraternidade.
(Artigo 1 da Declaração Universal dos Direitos Humanos)